# Realsoft 3D
Realsoft 3D (früher Real 3D) ist ein 3D-Modellierungs-, Animations- und Raytracing-Programm, das von Realsoft Graphic Oy, Finnland, für den Amiga-Heimcomputer und später auch für Linux, IRIX, Mac OS X und Microsoft Windows entwickelt wurde.
Die ersten Zeilen Programmtext wurden 1983 von den beiden Brüdern Juha und Vesa Meskanen auf einem Commodore 64 geschrieben. Die Entwicklung von Real 3D begann jedoch erst 1985, als Juha Meskanen sein Studium an der Technischen Universität von Lahti, Finnland begann. Juhas Bruder Vesa schloss sich der Entwicklung des Programms an und beendete 1989 seine Universitätskarriere, um die Firma Realsoft Oy zu gründen. Die erste kommerzielle Real-3D-Version wurde im selben Jahr für den Amiga veröffentlicht, mit Merkmalen wie Konstruktiver Festkörpergeometrie (Constructive Solid Geometry), Unterstützung für weiche, gekrümmte Flächen aus Quadriken und einem fotorealistischen Raytracer. Die Version 1.2, veröffentlicht 1990, wurde in verschiedenen europäischen Ländern vertrieben. Version 1.4 wurde im Dezember 1991 veröffentlicht. Es war die letzte Version, die von dem ursprünglichen Real-3D-Quelltext stammte.
Real 3D gewann zwei Jahre später, 1993, mit der von Grund auf neu entwickelten Version 2 an Reife. Die neue Quelltextbasis erlaubte Merkmale wie boolesche Operationen, CSG-Primitiven, B-Splines, auf Physik basierende Simulation und Animation, auf Morphing basierende Animationstechniken und große Bildqualität bei den berechneten Bildern. Es nutzte die Multitaskingfähigkeiten des Amiga aus und erlaubte damit, dass der Benutzer eine Szene bearbeiten konnte, während gleichzeitig ein Bild berechnet wurde. Version 2 war auch die erste Version, die auf Windows portiert und 1994 veröffentlicht wurde.
Version 3.5, veröffentlicht 1996, war die letzte Version, die auf der Programmarchitektur des Quelltextes von Version 2 basierte. Realsoft Oy startete ein neues, großes Softwareentwicklungsprojekt 1994. Das Projekt zog eine aufwändige Neufassung des kompletten Quelltextes nach sich, mit objektorientiertem Design, Plattformunabhängigkeit des Quelltextes, Modularität und der Übernahme verschiedener, moderner Softwareentwicklungsmethoden.
Version 4 erschien im Jahr 2000. Mit dieser Veröffentlichung wurde das Produkt in Realsoft 3D umbenannt. Obwohl Version 4 für mehrere Plattformen veröffentlicht wurde (Windows, Linux, IRIX), folgte keine neue Amiga-Version mehr.
Der nächste größere Versionssprung war der auf Version 4.5 im Jahr 2002, Neuerungen waren z. B. Kaustik und Globale Beleuchtung.
Version 5, veröffentlicht im Oktober 2004, erweiterte den Funktionsumfang in allen Programmbereichen, auch wurden in der grafischen Benutzeroberfläche Icons mit 32 Bit Farbtiefe unterstützt.
Die derzeitige Version 6 wurde 2007 veröffentlicht. Eingeführt wurde ein Werkzeug zur parametrischen Erstellung von Pflanzenmodellen (L-System) und ein Werkzeug zur einfachen Erstellung von Gebäuden, des Weiteren wurde eine Version für Mac OS X herausgegeben und Versionen für die 64-Bit-Pendants von Linux und Windows. Diese berechnen Bilder um einiges schneller als die 32-Bit-Versionen, da Realsoft 3D intern mit 64 Bit breiten Farbkanälen rechnet und diese auch in einem eigenen IFF-Format ausgeben kann.